# ويكد (فلم 2024)
ويكد (بالإنجليزية: Wicked) هو فيلم فنتازيا موسيقي أمريكي صدر عام 2024، من إخراج جون إم. تشو وكتابة ويني هولزمان ودانا فوكس. يُعد هذا الفيلم الجزء الأول من سلسلة أفلام ويكيد المكوّنة من جزأين، ويُقتبس من الفصل الأول من المسرحية الغنائية التي عُرضت لأول مرة عام 2003، من تأليف ستيفن شوارتز وهولزمان، والتي تستند بشكل فضفاض إلى رواية غريغوري ماغواير لعام 1995 ، وهي بدورها إعادة تخيل لرواية ساحر أوز العجيب (1900) للكاتب ليمان فرانك بوم، والفيلم المقتبس عنها لعام 1939. يؤدي دور البطولة كل من سينثيا إريفو بدور "إلفابا ثروب" وأريانا غراندي بدور "غليندا أبـلاند"، إلى جانب جوناثان بيلي، إيثان سلاتر، بوين يانغ، ماريسا بودي، بيتر دينكلاج، ميشيل يوه، وجيف غولدبلوم في أدوار مساندة. تدور أحداث الفيلم في أرض أوز قبل أحداث ساحر أوز العجيب، ويتتبع قصة إلفابا، التي ستُعرف لاحقًا بالساحرة الشريرة للغرب، وعلاقتها بصديقتها في الدراسة غاليندا، التي ستصبح "غليندا الطيبة".
أُعلن عن المشروع لأول مرة من قبل يونيفرسال بيكتشرز ومارك بلات—المنتجين الأصليين للمسرحية—في عام 2012. وبعد فترة تطوير طويلة وتأجيلات متعددة، كان بعضها بسبب جائحة كوفيد-19، عُقد مع تشو للإخراج، وأُكّد اختيار إريفو وغراندي في عام 2021، كما قُسّم الفيلم إلى جزأين. بدأت أعمال التصوير الرئيسية في إنجلترا في ديسمبر 2022، لكنها توقفت في يوليو 2023 بسبب إضراب نقابة ممثلي الشاشة، ثم استؤنفت واختتمت في يناير 2024.
عُرض ويكد لأول مرة في مسرح الولاية في سيدني، أستراليا، بتاريخ 3 نوفمبر 2024، وصدر لاحقًا في صالات السينما بالولايات المتحدة في 22 نوفمبر. تلقى الفيلم مراجعات إيجابية، وأصبح ظاهرة في الثقافة الشعبية، واُختير كأحد أفضل أفلام 2024 من قبل المعهد الأمريكي للأفلام، وفاز بجائزة أفضل فيلم من المجلس الوطني للمراجعة. حاز على عشر ترشيحات في الدورة الـ97 لجوائز الأوسكار، من بينها أفضل فيلم، وفاز بجائزتي أفضل تصميم أزياء وأفضل تصميم إنتاج. حقق الفيلم إيرادات بلغت 756 مليون دولار عالميًا مقابل ميزانية قدرها 150 مليون دولار، ليصبح أنجح فيلم عن "أوز" من حيث الإيرادات، وأنجح اقتباس سينمائي لمسرحية موسيقية، وخامس أعلى الأفلام إيرادًا في عام 2024. ومنذ صدوره، أُدرج في قوائم أفضل أفلام الفنتازيا الموسيقية للقرن الحادي والعشرين.
من المقرر عرض الجزء الثاني بعنوان ويكد: من أجل الخير في 21 نوفمبر 2025.

## القصة
في أرض أوز، تنضم "غليندا الطيبة" إلى سكان "مانشكينلاند" في احتفالهم بموت "الساحرة الشريرة للغرب" على يد "طفلة صغيرة". وعندما تسألها إحدى الفتيات عن سبب وجود الشر، تبدأ غليندا بسرد قصة الساحرة، مشيرة إلى أنها وُلدت نتيجة علاقة غير شرعية بين زوجة حاكم ثروب وبائع متجول، وكانت منبوذة منذ ولادتها بسبب بشرتها الخضراء الغريبة وقواها التلقائية في التحريك الذهني. وعندما سُإلت إن كانت صديقة لها، تكشف غليندا أنهما تعرفتا على بعضهما أثناء الدراسة.
قبل سنوات، تصل "إلفابا ثروب" إلى جامعة "شيز" لتوديع شقيقتها الصغرى "نيساروز"، التي تستعين بكرسي متحرك. وبعد أن تشهد "مدام موربل"، عميدة قسم السحر، انبعاث طاقات سحرية من إلفابا عن طريق الخطأ، تعرض عليها الانضمام للجامعة وتعدها بتدريب خاص في فنون السحر. توافق إلفابا، على أمل أن يتيح لها ذلك فرصة العمل مع حاكم أوز، "ساحر أوز العظيم". لكن إلفابا تُجبر على تقاسم الغرفة مع "غاليندا أبـلاند" المرحة، وتدبّ الخلافات بينهما على الفور.
في إحدى الليالي، تتبع إلفابا أستاذ التاريخ "الدكتور ديلاموند"، وهو عنزة ناطقة يواجه التمييز باعتباره أحد آخر الحيوانات المُدرّسة، إلى اجتماع سرّي خارج الحرم الجامعي. يكشف ديلاموند أن الحيوانات بدأت تفقد قدرتها على الكلام، لكن إلفابا تطمئنه بأن الساحر سيُصلح الأمور.
ينضم الطالب الجديد المتمرّد "فييرو تيغييلار" إلى الجامعة ويأخذ زملاءه إلى حفلة في ملهى "أوزداست بولروم". تُقنع غاليندا المُعجَب بها "بوك"، وهو قاطع خشب من المانشكين، بدعوة نيساروز كي تبقى قريبة من فييرو. في الوقت نفسه، تضغط إلفابا على موربل لتقوم بتدريب غاليندا. تصل إلفابا إلى الحفلة وتسخر منها الطالبات بسبب قبعتها المدببة التي منحتها لها غاليندا كمزحة. تشعر غاليندا بالندم وترقص معها، ثم تتوطد صداقتهما لاحقًا.
يُعلن ديلاموند أنه لم يُعد يُسمح للحيوانات بالتدريس، ويُطرد من الفصل. يحل محله الأستاذ "نيكيديك"، الذي يعرض قفصًا فيه شبل أسد مذعور، يدّعي أنه يمنع الحيوانات من التعلّم. تثور إلفابا وتُطلق قواها، ناشرة غبار الخشخاش في القاعة مما يجعل الجميع ينامون باستثنائها وفييرو. يهربان ويحرران الشبل في الغابة. لاحقًا، تعترف إلفابا بحبها لفييرو، لكنها تدرك أنه يفضل غاليندا عليها.
تتلقى إلفابا دعوة للقاء الساحر، الذي علم بقواها عبر موربل. ترافقها غاليندا، التي بدأت تعتمد لفظ اسمها "غليندا" تضامنًا مع طريقة ديلاموند في نطقه. عند وصولهما إلى مدينة الزمرد، يقدمان للساحر، الذي يتضح لاحقًا أنه مجرد رجل عادي. تحضر موربل اللقاء وتحث إلفابا على استخدام تعويذة من كتاب السحر المقدّس "الغريموري". تُلقي إلفابا تعويذة تجعل حراس القردة يطلقون أجنحتهم بشكل مؤلم. وعندما تسمع أن الساحر وموربل ينوون استخدامهم كجواسيس، تدرك أنهم المسؤولون عن قمع الحيوانات، وأن الساحر كان يعتزم استغلالها. تُصدم إلفابا، فتسرق الغريموري وتفرّ.
تلحق بها غليندا وتطلب منها التراجع، لكن إلفابا ترفض وتقرر التمرّد. تودع غليندا بحرارة، التي تدعمها ولكنها ترفض الهرب معها، ثم يُقبض على غليندا من قبل الحرس. تلقي إلفابا تعويذة الطيران على مكنستها وتهرب من مدينة الزمرد في مشهد درامي. تبدأ موربل حملة تشهيرية ضدها، بينما يغادر فييرو الجامعة على ظهر حصانه وسط عمليات الإجلاء، ويتعرض والدها الحاكم "ثروب" لأزمة قلبية عند سماعه الخبر. تطير إلفابا إلى الغرب، تاركة غليندا خلفها.

## طاقم التمثيل
- سينثيا إريفو في دور إلفابا ثروب، شابة خضراء البشرة يساء فهمها منذ ولادتها، وتصبح لاحقًا "الساحرة الشريرة للغرب".
  - كاريس موسونغولي في دور إلفابا الصغيرة.
- أريانا غراندي في دور غاليندا "غليندا" أبـلاند، شابة محبوبة تصبح لاحقًا "غليندا الطيبة".
- جوناثان بيلي في دور فييرو تيغييلار، أمير من "بلاد وينكي" يلتقي بإلفابا وغليندا أثناء دراسته في جامعة شيز.
- إيثان سليتر في دور بوك وودزمان، قاطع خشب من مانشكينلاند واقع في حب غاليندا.
- بوين يانغ في دور فاني، أحد أصدقاء غليندا في الجامعة.
- بيتر دينكلاج في دور صوتي لـ الدكتور ديلاموند، عنزة ناطقة وأستاذ تاريخ في جامعة شيز، يُعتبر من أوائل الداعمين لإلفابا.
- لويسا غيريرو أدّت الحركة الجسدية لشخصية ديلاموند.
- ميشيل يوه في دور مدام موريبل، عميدة دراسات السحر في جامعة شيز.
- جيف غولدبلوم في دور ساحر أوز العظيم.
- ماريسا بود في دور نيساروز ثروب، الأخت غير الشقيقة لإلفابا، وهي مُقعدة.
  - سيسيلي كوليت تايلور في دور نيساروز الصغيرة.
- برونوين جيمس في دور شين شين، إحدى صديقات غليندا في الجامعة.
- آندي نايمن في دور الحاكم ثروب، زوج والدة إلفابا ووالد نيساروز، وحاكم مانشكينلاند.
- كورتني-ماي بريغز في دور السيدة ثروب، والدة إلفابا ونيساروز، التي توفيت أثناء ولادة الأخيرة.
- كييلا سيتل في دور الآنسة كودل، مديرة جامعة شيز.
- آرون تيوه في دور أفاريك، أحد أصدقاء فييرو.
- شارون دي. كلارك في دور صوتي لـ دولسيبير، دبّة ناطقة تساعد في ولادة إلفابا وتعمل مربية لعائلة ثروب.
  - مادلين ويلسون أدّت الحركة الجسدية لشخصية دولسيبير.
- جينا بويد في دور صوتي لـ طبيبة الذئاب، التي ساعدت في ولادة إلفابا.
  - سارة ماردل أدّت الحركة الجسدية لشخصية طبيبة الذئاب.
- توم كيتلي في دور صوتي لـ نمر الثلج.
  - عُماري برنارد أدّى الحركة الجسدية لشخصية نمر الثلج.
- إليزابيث دولو في دور صوتي لـ الأيل المرقّط.
- كيم دورهام في دور صوتي لكل من الطمارين والبومة.

- كولين مايكل كارمايكل في دور الأستاذ نيكيديك، أستاذ جديد في جامعة شيز يخلف الدكتور ديلاموند.

## الاستقبال

### شباك التذاكر

#### قبل الإصدار
طُرحت تذاكر فيلم ويكد للبيع في 9 أكتوبر 2024، بعد يوم من طرح باراماونت بيكتشرز تذاكر فيلم غلاديايتر 2. في 10 أكتوبر، أفاد موقع فاندانغو أن الفيلم أصبح ثاني أكثر الأفلام مبيعًا في أول يوم لطرح التذاكر على الموقع خلال عام 2024، خلف فيلم ديدبول وولفرين من عالم مارفل السينمائي، كما أصبح أيضًا أكثر الأفلام تصنيف PG مبيعًا في أول يوم خلال العام، وثالث أكثر فيلم تصنيف PG مبيعًا في أول يوم على الإطلاق، بعد ملكة الثلج 2 ونسخة 2019 من الأسد الملك (كلاهما من إنتاج ديزني).
وفقًا لموقع ديدلاين هوليوود، توقّع استطلاع "كوروم" أن يحقق الفيلم ما بين 67 و74 مليون دولار في عطلة نهاية الأسبوع الافتتاحية في أمريكا الشمالية، بينما توقّع موقع "بوكس أوفيس ثيوري" ما بين 96 و150 مليون دولار، وتوقّع "بوكس أوفيس برو" ما بين 100 و125 مليون دولار، مع تصدّره لشباك التذاكر متفوقا على غلاديايتر 2. وُجّهت في البداية بعض الشكوك إلى إمكانية تحقيق أفلام الموسيقى لعائدات مجزية في مرحلة ما بعد الجائحة. وبحلول أسبوع عرضه، رُفعت التوقعات إلى افتتاح عالمي يراوح بين 165 و200 مليون دولار (منها 125–150 مليونًا في أمريكا الشمالية)، وذلك بفضل الكلام الإيجابي المتداول حوله والضجة التي رافقته في موسم الجوائز.

#### الأداء
حقق ويكد إيرادات بلغت 473.2 مليون دولار في الولايات المتحدة وكندا، و282.8 مليون دولار في باقي أنحاء العالم، ليصل إجمالي إيراداته إلى 756 مليون دولار عالميًا. حسب ديدلاين هوليوود، بلغ صافي أرباح الفيلم نحو 230 مليون دولار، بعد احتساب تكاليف الإنتاج والتسويق والمشاركات الفنية وغيرها، مقابل الإيرادات من شباك التذاكر، والعروض التلفزيونية والمنزلية والبث، مما جعله خامس أكثر الأفلام ربحًا لعام 2024.
في الولايات المتحدة وكندا، حقق الفيلم 46.47 مليون دولار في يومه الأول، بما في ذلك 19.2 مليون دولار من عروض ما قبل الإصدار خلال الأسبوع السابق: 2.5 مليون دولار يوم الإثنين، و5.7 مليون دولار يوم الأربعاء، و11 مليون دولار يوم الخميس. افتتح الفيلم بإيرادات بلغت 112.5 مليون دولار محليًا، و162.9 مليون دولار عالميًا، متصدرًا شباك التذاكر في كلا السوقين. كان هذا أكبر افتتاح لفيلم مقتبس عن مسرحية غنائية، متجاوزًا افتتاح فيلم في الغابة (2014) البالغ 31.1 مليون دولار محليًا، وافتتاح فيلم البؤساء (2012) البالغ 103 ملايين دولار عالميًا. في يوم الخميس التالي، حقق الفيلم 16.9 مليون دولار، ليصبح ثاني أفضل حصيلة في يوم عيد الشكر في تاريخ السينما بعد فيلم موانا 2 (28 مليون دولار) الذي عُرض في اليوم السابق، وفي "الجمعة السوداء"، حصد الفيلم 32 مليون دولار.
في عطلة نهاية الأسبوع الثانية، حقق الفيلم 80 مليون دولار (و117.5 مليون دولار على مدار خمسة أيام)، بانخفاض قدره 29%، واحتل المركز الثاني خلف موانا 2. ومع نهاية عطلة عيد الشكر، تجاوزت إيراداته المحلية 250 مليون دولار، ليصبح أنجح فيلم مقتبس عن عمل موسيقي مسرحي في أمريكا الشمالية، متجاوزًا فيلم غريس (1978) الذي جمع 190 مليون دولار طيلة عرضه. في عطلة نهاية الأسبوع الثالثة، حقق الفيلم 34.9 مليون دولار وظل في المركز الثاني، رافعًا إجمالي إيراداته العالمية إلى 455 مليون دولار.
بحلول 15 ديسمبر 2024، بلغت الإيرادات العالمية للفيلم 525 مليون دولار، ليتجاوز فيلم أوز: العظيم والقوي (2013) الذي جمع 493 مليون دولار، ويصبح أنجح فيلم مقتبس عن عالم أوز الذي ابتكره ليمان فرانك بوم. وبحلول يوم عيد الميلاد، وصلت إيراداته في أمريكا الشمالية إلى 392.4 مليون دولار، ليصبح في المرتبة 49 ضمن أعلى الأفلام إيرادًا على الإطلاق في الولايات المتحدة وكندا.
في 29 ديسمبر 2024، تجاوز فيلم ويكد فيلم ماما ميا! (2008) وحطم الرقم القياسي في موسوعة غينيس كأعلى فيلم موسيقي مقتبس إيرادًا على الإطلاق. وبحلول يناير 2025، تخطى فيلم الكثيب: الجزء الثاني ليصبح خامس أعلى أفلام 2024 من حيث الإيرادات، وتجاوز فيلمي إي تي (1982) والسريع والغاضب 9 (2021) ليصبح ثالث أكثر أفلام شركة يونيفرسال تحقيقًا للإيرادات في أمريكا الشمالية، والتاسع عشر ضمن أعلى أفلامها دخلًا على مستوى العالم.

### العرض المنزلي
في أول أسبوع من توفره على خدمات العرض حسب الطلب (VOD)، تصدّر فيلم ويكد قوائم المشاهدة على كل المنصات، بما في ذلك أفلام آي تيونز، جوجل بلاي، فاندانغو في المنزل، وأمازون برايم فيديو. ذكرت شركة يونيفرسال أن الفيلم حقق أكثر من 70 مليون دولار من مبيعات العرض الممتاز (Premium VOD) في الولايات المتحدة وكندا خلال الأسبوع الأول، منها أكثر من 26 مليون دولار في ليلة رأس السنة. وقد تجاوز بذلك فيلم سوبر ماريو بروز (2023) ليصبح أفضل أداء لفيلم من إنتاج يونيفرسال في أسبوعه الأول على خدمات VOD. وحتى أبريل 2025، تجاوزت إيرادات الفيلم عبر جميع المنصات المنزلية حاجز 100 مليون دولار.
خلال عطلة نهاية الأسبوع الأولى من توفره على خدمة البث بيكوك، تصدّر ويكد التصنيف الأولي لشركة نيلسن للفترة الممتدة من 17 إلى 23 مارس 2025 كأكثر فيلم تمت مشاهدته على المنصة، بإجمالي 882 مليون دقيقة مشاهدة، متفوقًا على الطائرة، الروبوت البري، والفائز لاحقًا بجائزة الأوسكار لأفضل فيلم أنورا. وكان هذا أكبر أداء لفيلم من فئة "نافذة العرض الأولى" (Pay 1) على بيكوك خلال أول سبعة أيام، والثاني من نوعه الذي يحقق هذا الإنجاز بعد فيلم أوبنهايمر في العام السابق.

### الاستجابة النقدية وتقييمات الجمهور
على موقع تجميع المراجعات روتن توميتوز، حصل الفيلم على نسبة تقييم إيجابي بلغت 88% استنادًا إلى 390 مراجعة نقدية، ومتوسط تقييم 7.8/10، وجاء في إجماع الموقع: "بتحدٍّ للجاذبية من خلال التناغم الساحر بين سينثيا إريفو وأريانا غراندي، يتميز ويكد بالجرأة والسحر ويقدّم دعوة لا تقاوم إلى عالم أوز." أما موقع ميتاكريتيك، فقد منح الفيلم تقييمًا بلغ 73 من أصل 100 استنادًا إلى 63 مراجعة، مشيرًا إلى "مراجعات إيجابية عمومًا". وقد منح جمهور سينما سكور الفيلم درجة "A" على مقياس من A+ إلى F، فيما أعطاه جمهور بوست تراك نسبة 92% تقييمًا إيجابيًا إجمالًا، مع 80% منهم قالوا إنهم "سيُوصون به بالتأكيد".

## روابط خارجية
- مقالات تستعمل روابط فنية بلا صلة مع ويكي بيانات